# Lavasan
Lavāsān (farsi لواسان), è una città dello shahrestān di Shemiranat, circoscrizione di Lavasan, nella provincia di Teheran in Iran. Aveva, nel 2006, una popolazione di 15 448 abitanti. Si trova a nord-est di Teheran sui monti Alborz.